# Ishockey vid olympiska sommarspelen 1920

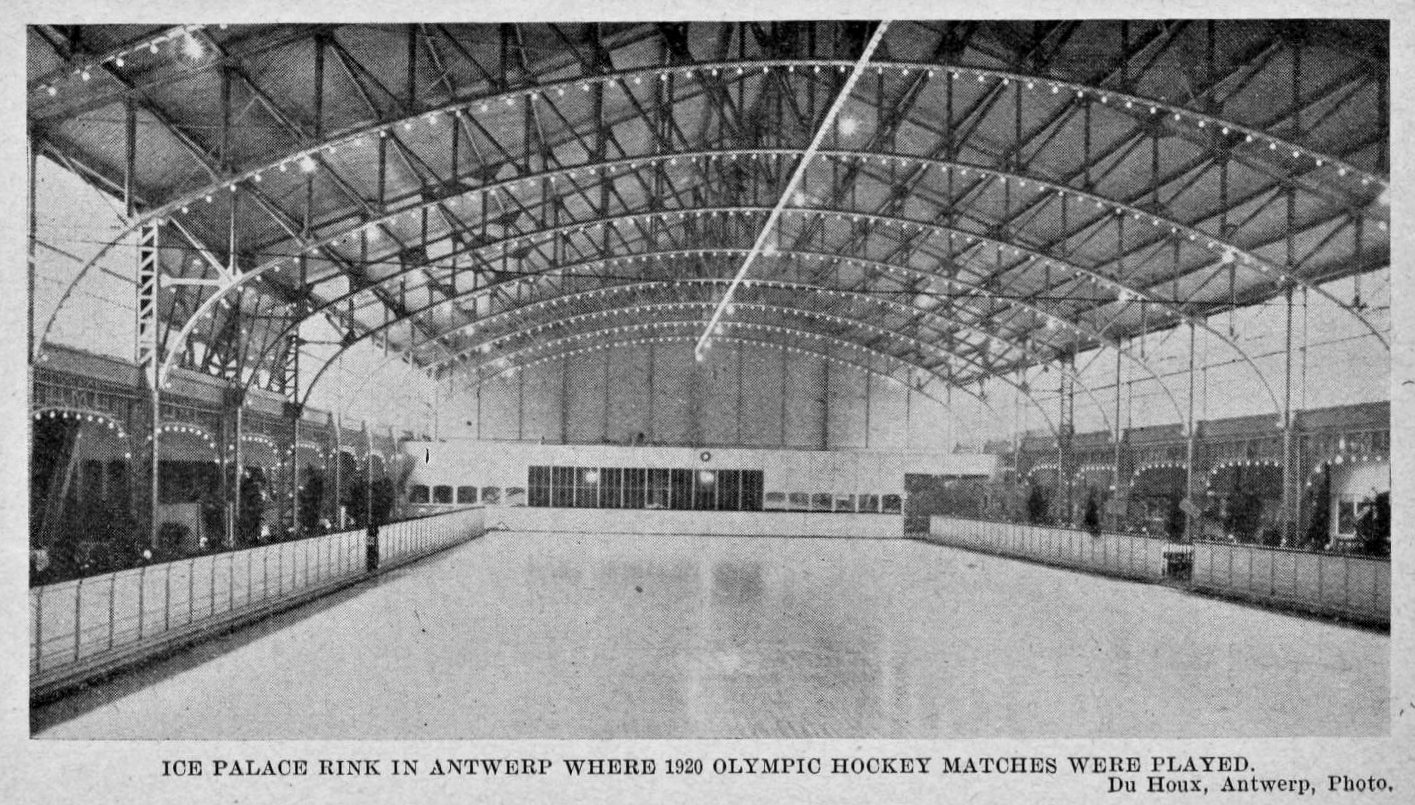
Palais de Glace d'Anvers där ishockeyturneringen spelades.

Ishockey vid olympiska spelen 1920 spelades i Antwerpen i Belgien. Denna turnering ingick inte i Olympiska vinterspelen utan ingick i de Olympiska sommarspelen, då ishockeyn introducerades i de Olympiska spelen. Guldmedaljörerna var Winnipeg Falcons som representerade Kanada. Silvret gick till USA och Tjeckoslovakien tog brons. Turneringen 1920 ingick som uppvisningssport i Olympiska sommarspelen 1920. IOK har i efterhand givit turneringen full OS-status.
Turneringen har i efterhand även erkänts som officiell VM-turnering och betecknas därför även som världsmästerskapet i ishockey för herrar 1920. Med det synsättet kom turneringen att utgöra det allra första världsmästerskapet.

## Turneringen
Sju nationer deltog i den första olympiska ishockeyturneringen.

### Guldmedaljomgången
Turneringen spelades som en utslagsturnering där vinnaren av finalen tilldelades guldet. Med endast sju lag stod Frankrike över kvartsfinalomgången och fick spela semifinal direkt.
|  | Kvartsfinaler   | Kvartsfinaler   | Kvartsfinaler |  |  | Semifinaler | Semifinaler | Semifinaler |   |        | Match om guldmedalj | Match om guldmedalj | Match om guldmedalj |
|  |                 |                 |               |  |  |             |             |             |   |        |                     |                     |                     |
|  | Kanada          | Kanada          | 15            |  |  |             |             |             |   |        |                     |                     |                     |
|  | Tjeckoslovakien | Tjeckoslovakien | 0             |  |  | Kanada      | Kanada      | 2           |   |        |                     |                     |                     |
|  | USA             | USA             | 29            |  |  | USA         | USA         | 0           |   |        |                     |                     |                     |
|  | Schweiz         | Schweiz         | 0             |  |  |             |             |             |   | Kanada | Kanada              | 12                  |                     |
|  | Sverige         | Sverige         | 8             |  |  |             | Sverige     | Sverige     | 1 |        |                     |                     |                     |
|  | Belgien         | Belgien         | 0             |  |  | Sverige     | Sverige     | 4           |   |        |                     |                     |                     |
|  |                 |                 |               |  |  | Frankrike   | Frankrike   | 0           |   |        |                     |                     |                     |
|  |                 |                 |               |  |  |             |             |             |   |        |                     |                     |                     |

### Silvermedaljomgången
De tre lag som Kanada slog ut i guldmedaljomgången mötte varandra för att avgöra andraplatsen. Tjeckoslovakien fick stå över första omgången och gick direkt till spel om andraplatsen.
|  | Semifinal | Semifinal | Semifinal |  |  | Match om silvermedalj | Match om silvermedalj | Match om silvermedalj |
|  |           |           |           |  |  |                       |                       |                       |
|  |           |           |           |  |  | USA                   | USA                   | 16                    |
|  | USA       | USA       | 7         |  |  | Tjeckoslovakien       | Tjeckoslovakien       | 0                     |
|  | Sverige   | Sverige   | 0         |  |  |                       |                       |                       |

### Bronsmedaljomgången
Till sist spelade de tre kvarvarande lagen som Kanada och USA slagit ut mot varandra för att avgöra tredje platsen. Tjeckoslovakien gick direkt till finalmatchen om bronset som de även vann.
|  | Semifinal | Semifinal | Semifinal |  |  | Match om bronsmedalj | Match om bronsmedalj | Match om bronsmedalj |
|  |           |           |           |  |  |                      |                      |                      |
|  |           |           |           |  |  | Sverige              | Sverige              | 0                    |
|  | Sverige   | Sverige   | 4         |  |  | Tjeckoslovakien      | Tjeckoslovakien      | 1                    |
|  | Schweiz   | Schweiz   | 0         |  |  |                      |                      |                      |

## Medaljfördelning
| Gren                        | Guld | Silver | Brons |
| Herrarnas ishockeyturnering | Kanada · Robert Benson · Walter Byron · Frank Fredrickson · Chris Fridfinnson · Magnus Goodman · Haldor Halderson · Konrad Johannesson · Allan Woodman | USA · Raymond Bonney · Anthony Conroy · Herbert Drury · Edward Fitzgerald · George Geran · Frank Goheen · Joseph McCormick · Lawrence McCormick · Frank Synott · Leon Tuck · Cyril Weidenborner | Tjeckoslovakien · Karel Hartmann · Vilém Loos · Jan Palouš · Jan Peka · Karel Pešek · Josef Šroubek · Otakar Vindyš · Karel Wälzer · [Note 1] |

## Slutställning
| Plac. | Lag             | Sp | V | F | G  | I  |
| ----- | --------------- | -- | - | - | -- | -- |
| 1     | Kanada          | 3  | 3 | 0 | 29 | 1  |
| 2     | USA             | 4  | 3 | 1 | 52 | 2  |
| 3     | Tjeckoslovakien | 3  | 1 | 2 | 1  | 31 |
| 4     | Sverige         | 6  | 3 | 3 | 17 | 20 |
| 5     | Schweiz         | 2  | 0 | 2 | 0  | 33 |
| 6     | Frankrike       | 1  | 0 | 1 | 0  | 4  |
| 7     | Belgien         | 1  | 0 | 1 | 0  | 8  |

## Laguppställningar

### Kanada
Robert Benson; Walter Byron; Frank Fredrickson; Chris Fridfinnson; Magnus Goodman; Haldor Halderson; Konrad Johannesson; Allan Woodman

### USA
Raymond Bonney; Anthony Conroy; Herbert Drury; Edward Fitzgerald; George Geran; Moose Goheen; Joseph McCormick; Lawrence McCormick; Frank Synott; Leon Tuck; Cyril Weidenborner

### Tjeckoslovakien
Karel Hartmann; Vilém Loos; Jan Palouš; Jan Peka; Karel Pešek; Josef Šroubek; Otakar Vindyš; Karel Wälzer

### Sverige
Sveriges första landslag i ishockey slutade fyra vid OS i Antwerpen. Svensklaget i Antwerpen bestod till mesta delen av bandyspelare från Uppsala och Stockholm. Svenska fotbollförbundet skickade laget och bistod med vanlig fotbollsutrustning. Spelarna bar IK Götas blå tröjor med vita hängselrevärer.
Lagledare: Raoul Le Mat
Målvakter: Albin Jansson, Seth Howander
Försvarare: Einar Lindqvist, Einar Lundell, Einar "Stor-Klas" Svensson
Anfallare: Wilhelm Arwe, Erik "Jerka" Burman, Georg Johansson-Brandius, Hansjacob Mattsson, Nils Molander, David Säfwenberg

### Schweiz
Rodolphe Cuendet, Louis Dufour, Max Holzboer, Marius Jaccard, Bruno Leuzinger, Paul Lob, René Savoie, Max Sillig

### Frankrike
Jean Chaland, Pierre Charpentier, Henri Couttet, Georges Dary, Alfréd de Rauch, Jacques Gaittet, Léonhard Quaglia

### Belgien
Maurice Deprez, Paul Goeminne, Jean-Maurice Goossens, Paul Loicq, Philippe Van Volckxsom, Gaston Van Volxem, François Vergult